# Келикян, Хамбар
Хамбар Келикян (Ампар Келикян, арм. Համբար Քելիքյան, англ. Hampar Kelikian; 17 января 1899, Хаджин, Османская империя — 24 июля 1983, Чикаго, США) —  американский хирург-ортопед армянского происхождения. Пионер ортопедической хирургии.
Был награжден президентом Трумэном и Великобританией за работу по восстановлению искалеченных рук и ног солдат. Cыграл важную роль в лечении сенатора США Боба Доула.

## Биография
Хамбар Келикян родился в Хаджине, Османская империя, в 1899 году. Он потерял трёх своих сестёр во время геноцида армян 1915 года. Его семья бежала в Ливан. Оттуда Келикян поехал в США, чтобы найти родственника в Чикаго.
Келикян завершил стажировку в больнице округа Кук и в 1929 году стал первым ассистентом доктора Филипа Х. Кройшера, всемирно известного хирурга из Чикаго, который был в авангарде ортопедической артроскопической хирургии. Во время Второй мировой войны он служил подполковником и хирургом-ортопедом за границей. Келикян был награжден президентом Трумэном и британцами за заслуги в восстановлении искалеченных рук и ног солдат. После войны он вернулся в Чикаго, чтобы реабилитировать врожденные уродства детей, такие как гигантизм, с помощью навыков, которые он отточил во время войны. Это была «сиротская» область медицины, в которой было мало практикующих, поскольку хирургия была очень сложной. Большинство хирургов просто ампутировали увеличенные руки или ноги.
В 1947 году Келикян встретил Боба Доула, солдата, который был тяжело ранен в Италии во время войны. Он пролежал в армейских госпиталях три года без какого-либо облегчения или улучшения состояния. Доктор Келикян помог восстановить его физическое состояние и разум. За несколько лет он провёл 7 операций сенатору Доулу, помогая ему принять свою инвалидность, преодолеть её и поверить в своё будущее. С годами эти двое стали близкими друзьями, что привело к тому, что сенатор Доул начал добиваться признания геноцида армян в Соединенных Штатах в 1970-х и 80-х годах.
Позже Келикян стал почётным доцентом кафедры ортопедической хирургии, проводя десять операций в неделю, когда ему было 80. Он написал три классические монографии по хирургии рук, голеностопных суставов и стоп, а также книгу об армянской поэзии. Келикян также специализировался на врожденных деформациях, особенно гигантизме и фокомелии, вызванных талидомидом.